# 新冠ダム
新冠ダム（にいかっぷダム）は、北海道新冠郡新冠町、二級河川・新冠川本流上流部に建設されたダムである。
北海道電力が管理する発電用ダムで、高さ102.8メートルのロックフィルダム。日高・上川管内にまたがる大規模広域電源開発計画・「日高電源一貫開発計画」に基づき建設されたダムで、北海道電力が管理するダムとしては最大。地下式の新冠発電所による出力20万キロワットの揚水発電を行い、静内川に建設された高見発電所と共に本計画の中枢として重要な位置を占める。ダムによって形成された人造湖は河川名を採って新冠湖（にいかっぷこ）と命名された。

## 地理
新冠川は日高山脈の最高峰であり、日本百名山にも選ばれている幌尻（ぽろしり）岳を水源とし、上流部は岩清水渓谷を始めとする険阻な峡谷を形成しながら概ね南西に流路を取って太平洋に注ぐ河川である。流路延長77.3キロメートル、流域面積は402.1平方キロメートルで東隣を流れる静内川に次ぐ規模の二級河川であり、流域には日本有数のサラブレッド生産地を抱える。ダムは新冠川の上流部に建設されたが、新冠川には上流部より、奥新冠ダム、新冠ダム、下新冠ダム、岩清水ダムの四ダムが建設されており、新冠ダムは上流部から二番目に位置する。
ダム名は河川名より付けられたが、この名はアイヌ語の「ニ・カプ」（nikap 木の皮）に由来するといわれている。日高電源一貫開発計画において新冠川水系水力発電所・ダム群の中核を担うフラグシップ的な存在であるため、「新冠」の名が付けられた。先に完成している奥新冠・下新冠の両ダムは新冠ダムからの位置的関係で「奥」または「下」が冠されている。

## 沿革
1951年（昭和26年）日本発送電がポツダム政令に基づく電気事業再編成令の発布によって全国9電力会社に分割・民営化され、北海道では日本発送電札幌支店と北海道配電が合併する形で北海道電力が誕生した。北海道電力は当時日本各地で行われていた大規模電力開発を北海道でも実施すべく、道東の十勝川水系において「十勝糠平系電源一貫開発計画」を日本発送電から継承する形で着手した。ところが当時の北海道電力は経営基盤が弱く、直ちに計画を遂行できるだけの資金力が不足していた。このため同計画は1952年（昭和27年）に発足した特殊法人・電源開発に委ねざるを得なくなり、十勝糠平に代わる新たな大規模開発計画を立案する必要に駆られていた。
一方北海道内では北海道開発庁設置に伴い北海道総合開発計画がスタートし、北海道の豊富な資源を有効活用して日本の生産基地とするべく治水、灌漑、工業地帯整備など多方面にわたる開発計画が構想あるいは着手されていた。これらの施策を軌道に乗せるためにはインフラストラクチャーである電力供給が不可欠であったが、当時の北海道における電力供給は雨竜川の雨竜発電所のほかは小規模な発電設備しかなく、本州などに比べるとその整備は遅れていた。加えて室蘭市や苫小牧市など胆振支庁においては製鉄やパルプ工場の拡充、空知支庁においては夕張市や三笠市、芦別市など炭鉱地帯の採掘増加によって電力需要が増大。従来の電力供給では早晩逼迫（ひっぱく）することは明らかであった。北海道総合開発の進展、および自社経営基盤強化の観点から北海道電力は十勝糠平に代わる新たな電源地帯候補を探索し、その結果選ばれたのが日高山脈であった。
日高山脈はアルプス山脈やアンデス山脈、ロッキー山脈と同時期に日高造山運動によって形成された山岳地帯で、北海道随一の険阻な山脈である。冬季は数メートルに及ぶ積雪、夏季も比較的雨が多く年平均の降水量は2,000ミリに達する多雨地帯であった。降った雨は急流を形成して一気に太平洋まで流れ、水源から河口までの高低差（落差）の幅も大きい。こうした条件は水力発電を行うには最高の条件であるが、個々の河川の流域面積は比較的狭いことから単独の開発では十分な電力供給を行うには足りなかった。そこで日高山脈を水源とする主要水系、鵡川・沙流川・新冠川・静内川の四水系に大小11箇所のダムと水力発電所を建設し、それらをトンネルで連結して不足する水を融通することで効率的な発電を行い、最大67万キロワットの電力を北海道一円に供給する遠大な計画を北海道電力は1951年より構想し、1956年（昭和31年）より着手した。「日高電源一貫開発計画」である。
この計画では新冠川と静内川にそれぞれ1億立方メートル級の大容量貯水池と大規模出力を有する中核水力発電所を建設するが、それを有効に機能させるため鵡川や沙流川より新冠川、そして静内川へ導水させるトンネルを建設する方針とした。このため第一段階として沙流川や鵡川の開発を先に実施、続いて沙流川から導水するトンネルとそれを活用した発電所の建設を第二段階として実施し、大容量貯水池と大規模発電所はそれらの完成後に第三段階として着手する方針に定め、まずは第一・第二段階の事業が進められた。1963年（昭和38年）奥新冠発電所が難工事の末に完成、静内川支流の春別川に春別発電所も運転を開始し、同時に建設が進められた沙流川・新冠川・静内川三水系を連結するトンネルが完成して水の融通が図られるようになった。これにより大規模な貯水池・発電所を建設しても十分な出力が保てる目処が付いたことなどにより、新冠川に新冠ダム、静内川に高見ダムの二大ダムを建設し合計で40万キロワットの電力を発生させる第三段階に着手することとなった。
日高電源一貫開発計画の第三段階である中枢水力発電所の第一弾として着手されたのが新冠ダムと新冠発電所であり、1970年（昭和45年）より工事が着工されたのである。

## 工事
ダムを建設する際には地形、地質、降水量、河川流量などの基礎的なデータの調査が必須である。これを専門的には予備調査と呼ぶが、日高電源一貫開発計画では計画が構想された1952年より静内町に北海道電力は前線基地として静内調査所を設置、新冠川と静内川上流の調査に入った。だが、当時日高山脈奥地は険阻な山岳地帯と峡谷、冬は氷点下30度以下に達する厳しい気候が人を寄せ付けず、人跡未踏の地であった。新冠川流域でも河口に近い新冠町では余り積雪が無くても、岩清水、下新冠、新冠、奥新冠と上流に行くに連れ積雪と寒冷の度合いは増す。計画に従事した社員や従業員の娯楽に麻雀があったが、これになぞらえて「新冠川は上流に行くに連れて一飜（イーファン）ずつ冬が厳しくなる」と評された。
静内調査所員は地元の長老などを案内役に立て、新冠・静内地方のポーターを指す「ダンコ」の力を借りてボーリング機材などの測量資材、食糧、寝具、ドラム缶風呂などを背負い、調査所から新冠川上流部の約40キロメートル区間を10日から20日間掛け、険しい山岳地帯を縦走した。こうした調査により1955年（昭和30年）夏、大規模貯水池を建設するのに適当な地点、現在の新冠ダムサイトが発見される。当時利用されていた1920年（大正9年）測図の地理調査所地図には載っていない地形であった。その後は同地点をベースキャンプとするため板張り・トタン屋根の「掘っ建て小屋」を建設、これを「北電新冠マンション」と名づけて調査拠点とした。「マンション」を拠点にダム周辺の地形、地質調査は行われ、発電の成否を左右する水量計測も実施されたが、水量の調査は継続的に行わなければ正確な数値は測定できないため、氷点下30度にもなる冬季も行う必要があった。しかしダムサイトは周囲が完全な国有林であり人家などは当然無く、止むを得ず所員が「マンション」に一人残って厳寒の中を水量計測することになった。
苦心の末予備調査は終了したが、この間流域自治体である新冠町が新冠川の水を静内川へ流域変更することに難色を示した。新冠川の流水が静内川へと結果的に「奪われる」からである。灌漑用水として取水する水量の減少、河口の閉塞による治水上の問題、漁業環境への影響など町政の根幹に関わることから新冠町では「新冠町議会電源開発特別委員会」が設置され、事業者の北海道電力との間で交渉が持たれた。しかし、北海道電力と新冠町議会電源開発特別委員会との間の交渉が難航。町側は従来通りの流水量補償を求めたが北海道電力は計画の大幅変更に関わる取水量減少要求に難色を示した。最終的には町側が譲歩し「減水による影響を北海道電力は最小限に抑制する」ということで合意が成立した。こうして下流に建設された岩清水ダムから河川維持放流を行うことが決定するまで着工は延びた。
ダムと発電所は1970年より建設が開始されたが、奥新冠ダムや春別ダムのように自然災害による被災も少なく、また既に下流に下新冠・岩清水ダムが完成していることもあって工事用道路も整備されており、他のダム・発電所工事に比して難易度は少なかった。
ただし1973年8月6日には、集中豪雨により発電所工事宿舎の裏山が崩れて宿舎に直撃。4人が死亡、5人が重軽傷を負う事故も発生している。
近隣はヒグマが頻繁に出没する地域であり、従業員への被害は無かったがニアミスも多々あった。このため何人かの北海道電力社員が狩猟免許を取得して地元のハンターと共に警戒に当たるということもあった。
大規模なダムではあったが約4年という短期間でダムと発電所は完成し、1974年（昭和49年）8月に発電所の1号機が運転を開始。同年11月に2号機も運転を開始して北海道電力の水力発電所としては高見発電所と並ぶ最大級の発電所が運転を開始した。しかしこの陰で7名が労働災害で、4名が自然災害によるがけ崩れに巻き込まれて殉職している。

## 新冠発電所

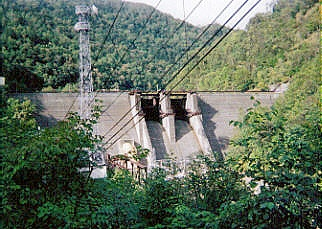
下新冠ダム
新冠ダムとの間で揚水発電を行う。1969年完成。

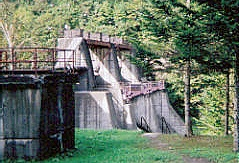
岩清水ダム
新冠ダムの逆調整池でもあり、河川維持放流による新冠川の河川環境維持にも重要な役割を担う。1959年完成。

新冠発電所は地下式の自流混合式揚水発電所として建設された。北海道初の揚水式発電所であり、現在完成している北海道内の全ての水力発電所では1983年（昭和58年）に完成した日高電源一貫開発計画のもう一つの中核施設である高見発電所と並ぶ最大級の発電所である。当時はオイルショックで国産再生可能エネルギーである水力発電が再認識されていたこと、及び奈井江発電所や伊達発電所など新鋭火力発電所が続々建設されており、火力発電との連携が可能な揚水発電が注目されていたこともあり、大きな期待を背負っての運転開始であった。
沙流川の河水も利用する奥新冠発電所から放流された水は新冠湖に貯えられる。そして下流に1969年（昭和44年）に完成した下新冠ダムの貯水池・下新冠調整池との間で揚水発電を行う。ピーク時発電であり、エアコンが頻繁に使用され、工場の操業も多くなる夏季や暖房器具が頻繁に使用される冬季において電力需要がピークとなる際に下新冠ダムと相互に水を運用することで最大20万キロワットの発電を行う。また、発電後放流される水が下流の新冠町に影響を及ぼさないようにするため、貯水池で放流量を平均化し下流への水量を一定にさせる「逆調整池」として岩清水ダムが利用される。岩清水ダムでは新冠町と北海道電力との間における取り決めにより、灌漑や漁業への影響を抑制するため新冠川の正常な流量を維持する目的で河川維持放流が常時実施されている。
下流の河川環境に配慮をしながら、新冠発電所で使用された水の一部は岩清水調整池からトンネルを通じて春別ダムへ送られる。春別ダムからは静内川に建設された静内ダムと高見ダムへ送水され、発電能力の増強・維持に利用されている。静内ダムの場合には、新冠ダムの完成によって一定量の水量が確保できるようになったことからダムに付設する静内発電所の増設が実施され、1979年（昭和54年）に全面運転が可能となった。
このように、新冠発電所は日高電源一貫開発計画の中心事業として、北海道のインフラ整備に貢献した。しかし2007年（平成19年）中国電力の土用ダムに始まった発電用ダムデータ改ざん問題は、全国の電力会社へ拡大し社会問題となったが、北海道電力においても新冠発電所の発電設備データが1974年の運転開始から改ざんされていたことが社内の内部調査で判明した。ダム本体への安全性に直接関わる問題ではないものの、電力会社の信頼を失墜させる結果となった。

## 治水への利用
利水ダムにおける治水への責務の詳細は日本のダム#利水ダムの分類を参照
新冠ダムは発電専用ダムであり、多目的ダムや治水ダムのように治水、すなわち洪水調節目的を持たない。だが新冠ダムでは洪水時にも治水効果を上げることが可能になるような運用が実施されている。
水力発電に適する河川は反面「暴れ川」として流域に水害を及ぼしやすい。実際新冠川は1955年と1956年の二年連続で大水害をひき起こし、新冠町は一面水没という被害を受けている。これは沙流川や鵡川、静内川でも同様であり、流域町村は電源開発の促進もさることながら治水対策の充実、すなわち多目的ダムの建設を要望していた。当時は新河川法の改訂前で一級河川・二級河川の分類が無く、北海道開発局が治水を主に担当していた。被災自治体の要望もあって、開発局は胆振・日高の主要河川にも多目的ダムを建設する計画を構想した。
この折、鵡川には勇払郡占冠村に高さ103メートル・総貯水容量が3億5,000万立方メートルと朱鞠内湖を大幅に凌駕する「赤岩ダム計画」を発表、新冠川でも新冠ダムを多目的ダムとして建設する構想が存在していた。だが赤岩ダム計画が占冠村全村の官民一体となる反対運動で1961年（昭和36年）白紙撤回、新冠ダムの多目的化も資金面や1964年（昭和39年）の河川法改正で新冠川が二級河川となったことで開発局の管轄から離れたことなどもあり、多目的ダム構想も立ち消えとなった。しかし河川法改正、1965年の河川法施行令、さらに1966年（昭和41年）の建設省河川局長通達によって新冠ダムのような治水目的を持たないダムでも、治水に対する責任が明確化されたこともあって、ダム建設において貯水容量の一部を治水に活用する方針を採った。
具体的には新冠湖の総貯水容量から水力発電に使う有効貯水容量を差し引いた残りの容量を、治水容量として活用する。その容量は2,500万立方メートルであるが、これは1998年（平成10年）に完成した多目的ダム・二風谷ダム（沙流川）に匹敵する大容量である。これを利用し豪雨の際には出来る限り洪水を貯水し、下流への影響を抑制する。こうして新冠ダムは水力発電のみならず、目的外ではあるが治水にも利用され新冠町の安全に貢献している。なお新冠ダムと並ぶ本計画のもう一つの柱・高見ダムは河川管理者である北海道が事業に相乗りし、国庫の補助を受けた補助多目的ダムとして計画が変更されている。

## 新冠湖
ダムによって形成された人造湖・新冠湖は奥多摩湖（小河内ダム・多摩川）に匹敵する面積を持つ大人造湖であり、北海道内でも屈指の規模を持つ。湖周辺は原生林で覆われ、静寂な雰囲気を漂わせる。湖畔東岸には新冠湖キャンプ場がある。また新冠湖は釣りのスポットでもあり、ヤマメやアメマスのほか体長1メートルにも及ぶ巨大なブラウントラウトが釣りあがるという。このため大物を狙う釣り客が訪れるが、ダム・湖周辺はヒグマが多く出没する地域であるため十分な注意が必要である。ちなみに北海道では1990年代以降ヒグマによる人的被害が増加している。ダム本体には立ち入ることが出来るが発電所は立入禁止である。
新冠ダム・新冠湖への公共交通機関は存在しない。国道235号を新冠泥火山付近で左折し直進、北海道道71号平取静内線に入って平取町方面へ進み、途中新冠川を渡る橋の手前で道道を離れ林道に入り直進、あとはひたすら北上する。途中岩清水ダムと下新冠ダムを通過し、新冠ダムへと至る。新冠駅からは車で約1時間40分程度である。ただし林道は途中から礫の大きいダート道となり、幅員も離合が比較的困難な道路となる。
なお新冠ダムより奥新冠ダム方面は途中でゲートが設けられ施錠されており、通行には北海道電力の事前許可が必要となる。